# 治部卿局

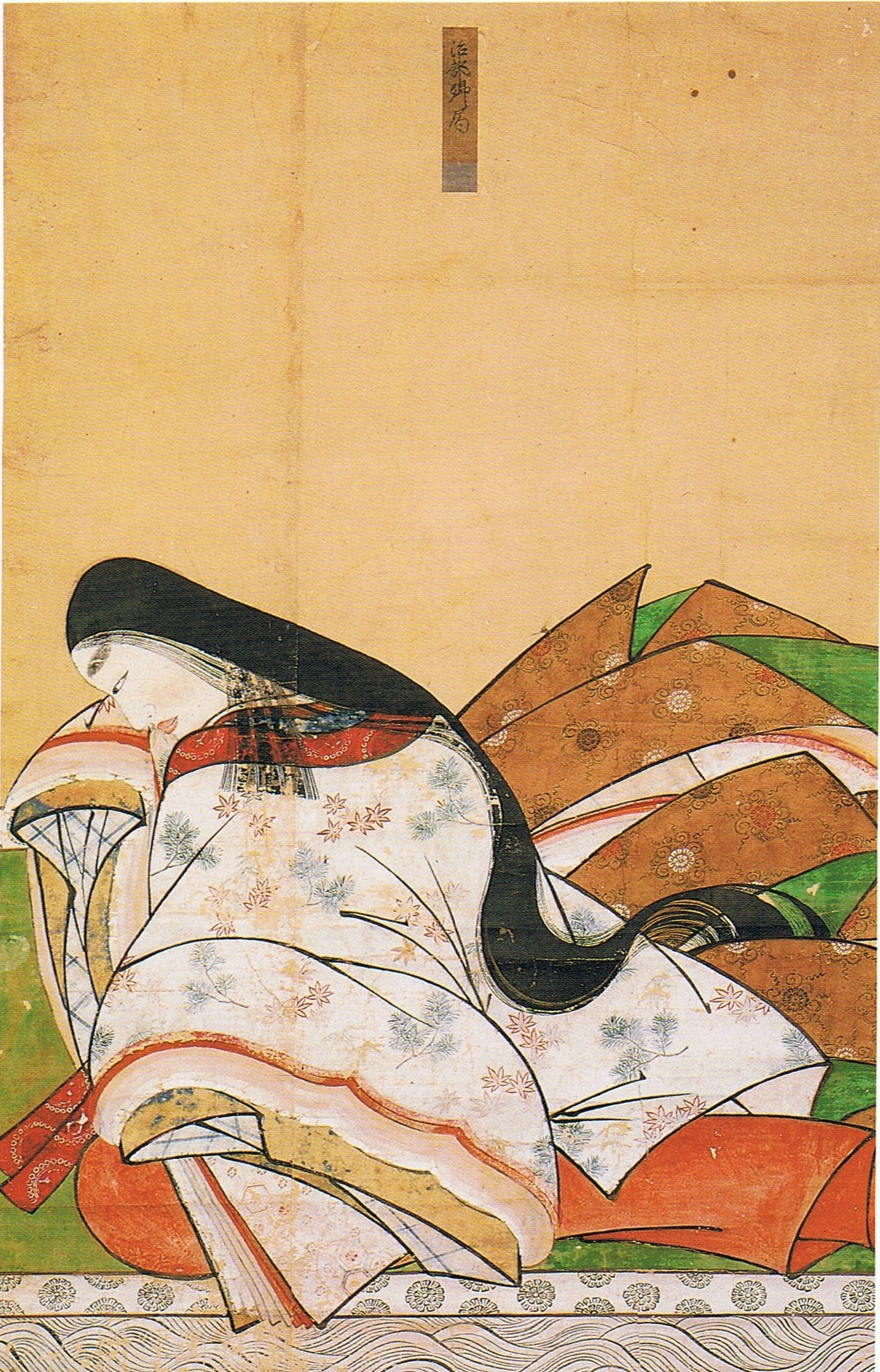
治部卿局像 赤間神宮所蔵

治部卿局（じぶきょうのつぼね、仁平2年（1152年）- 寛喜3年9月11日（1231年10月8日））は、平安時代末期、鎌倉時代前期の女性。武藤頼兼の娘。実名は明子。平知盛の正室。後高倉院（守貞親王）の乳母。子に平知章、平知忠、中納言局。

## 出自
はじめ従二位平時子に仕えて南御方（みなみのおんかた）と呼ばれ、治承3年（1179年）、守貞親王の乳母となって候名（さぶらいな）を「治部卿」とした。後年は四条局（しじょうのつぼね）と呼ばれる。出自ははっきりしていないが、「御方」と敬称で呼ばれるのは大臣の娘である事から、治部卿局が時子の女房となった時期に内大臣の地位にあり、平清盛と縁の深い内大臣藤原忠雅が父親と考えられる。

## 生涯
仁安2年（1167年）頃、平氏全盛期に同年齢の平知盛の妻となり、嘉応元年（1169年）に18歳で長男知章を生む。舅の平清盛の指示によって治承3年（1179年）に生まれた高倉天皇の第二皇子守貞親王の乳母となり、夫知盛と共に自邸で親王を養育した。
その後治承・寿永の乱が起こり、戦乱の中で長男知章は一ノ谷の戦いで討ち死にした。寿永2年（1183年）7月、守貞親王を伴って平氏一門の都落ちに同行。文治元年（1185年）3月、壇ノ浦の戦いで夫知盛は自害し、平氏一門は滅亡した。治部卿局は生き残って守貞親王や建礼門院ら一門の女性たちと共に都へ戻り、縁者である藤原隆房夫妻の四条大宮邸に身を寄せた。守貞親王は上西門院統子内親王の養子となった事から、治部卿局は親王の乳母として上西門院に仕えた。守貞親王と共に藤原孝道に師事し、琵琶の名手となった。
建久7年（1196年）6月、都落ちの際に幼少であったため乳母に預けたまま生き別れになっていた次男知忠が謀反を起こして梟首される。首実検に呼び出された治部卿局は、生死も分からず成長した姿を見ていない知忠の首に、夫に似た面影を見て知忠の首であろうと答え、涙したという。
承久3年（1221年）の承久の乱後、後堀河天皇が即位し、その父守貞親王は後高倉院として院政を執った。治部卿局は後高倉院、新帝の母北白河院を支えて再び脚光を浴びる存在となる。寛喜3年（1231年）、80歳で死去。
『平家物語』が成立したとされる1230年頃、治部卿局は存命であり、平氏の血を引く天皇の世となって平家縁の女性たちが権勢を持った時代であった。『治承物語』が『平家物語』とタイトルを変えていったのは、当時の社会状況が微妙に影響した結果と考えられる。

## 関連作品
テレビドラマ
- 『義経』（2005年、NHK大河ドラマ、演：夏川結衣）

## 画像集

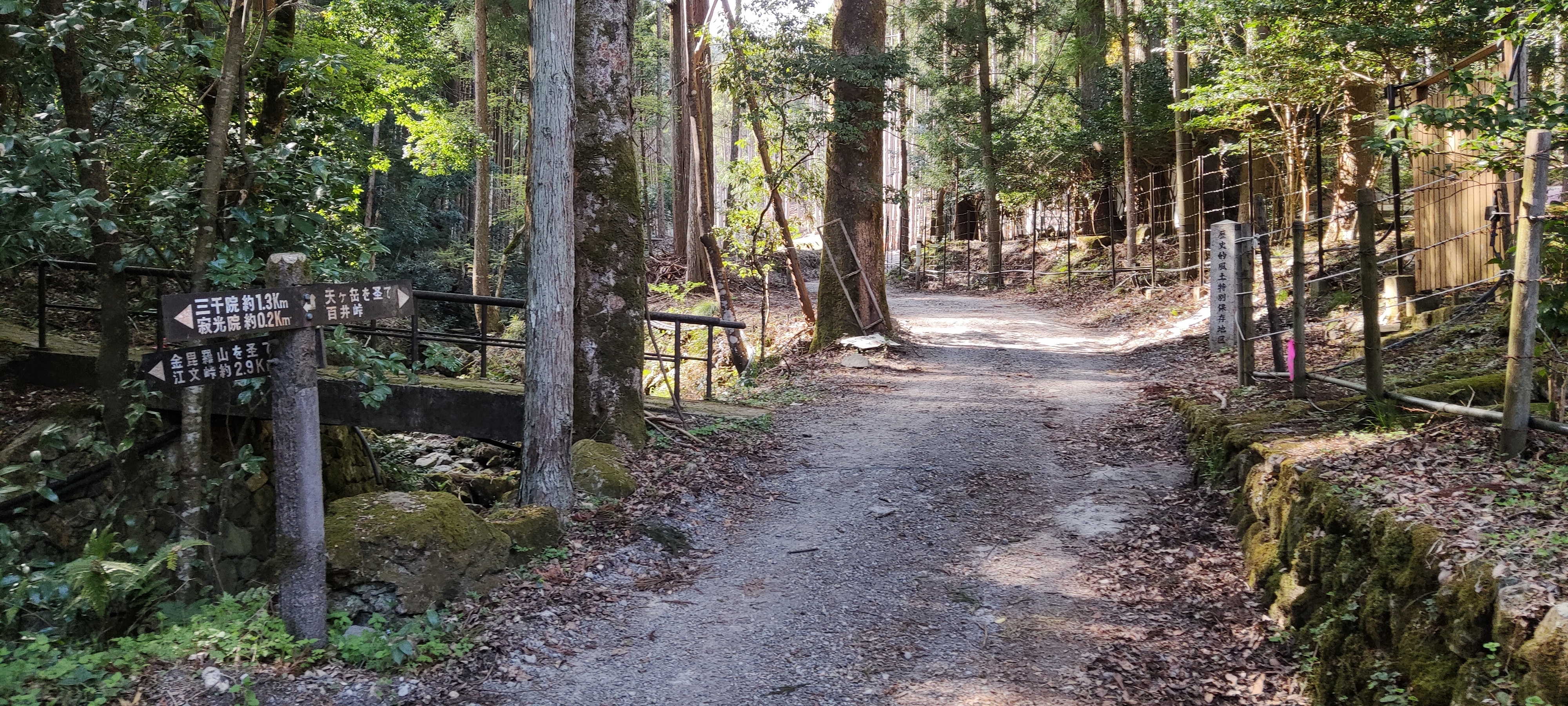
阿波内侍等供養塔群（寂光院）入口（京都府京都市左京区大原草生町522）
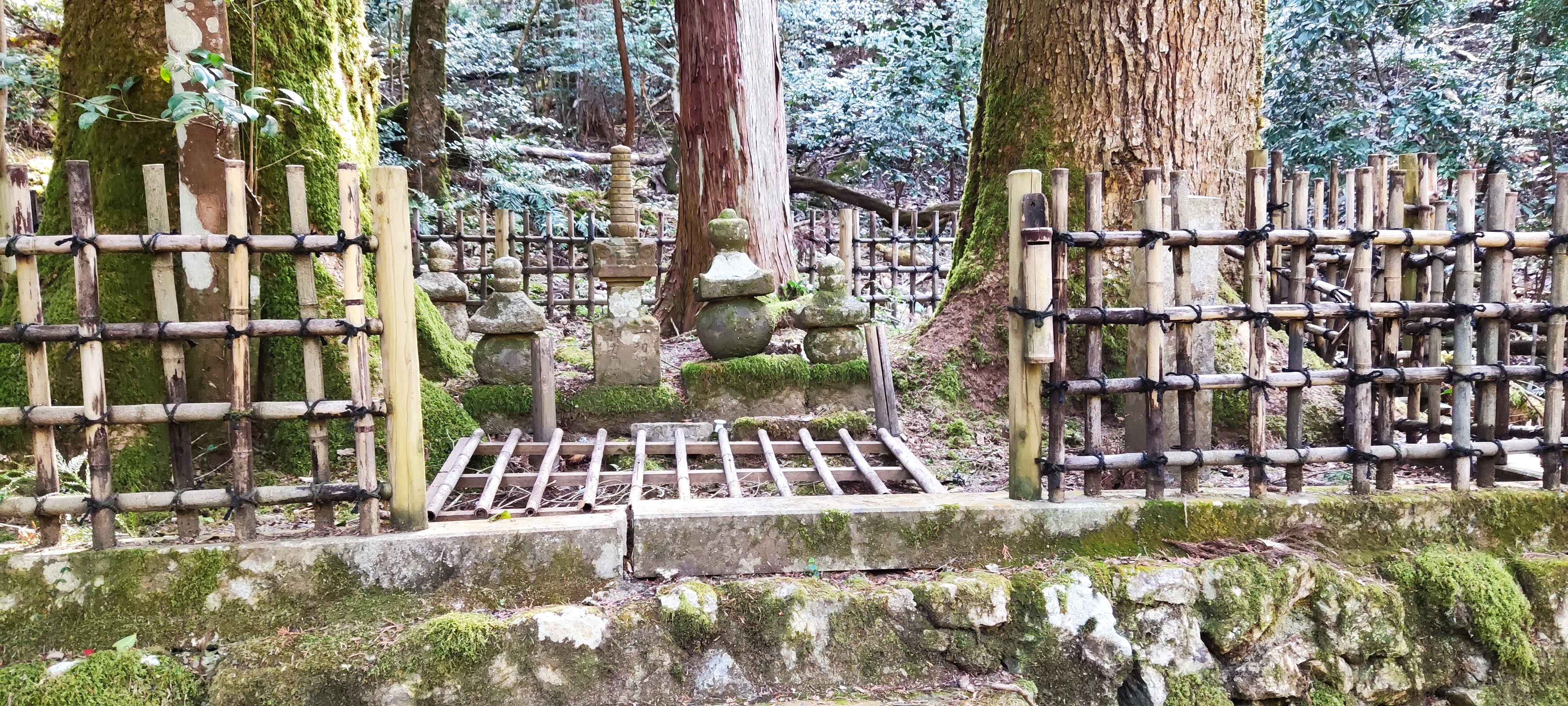
阿波内侍等供養塔群（前列阿波内侍・大納言佐局・治部卿局・右京大夫 後列小侍従局）
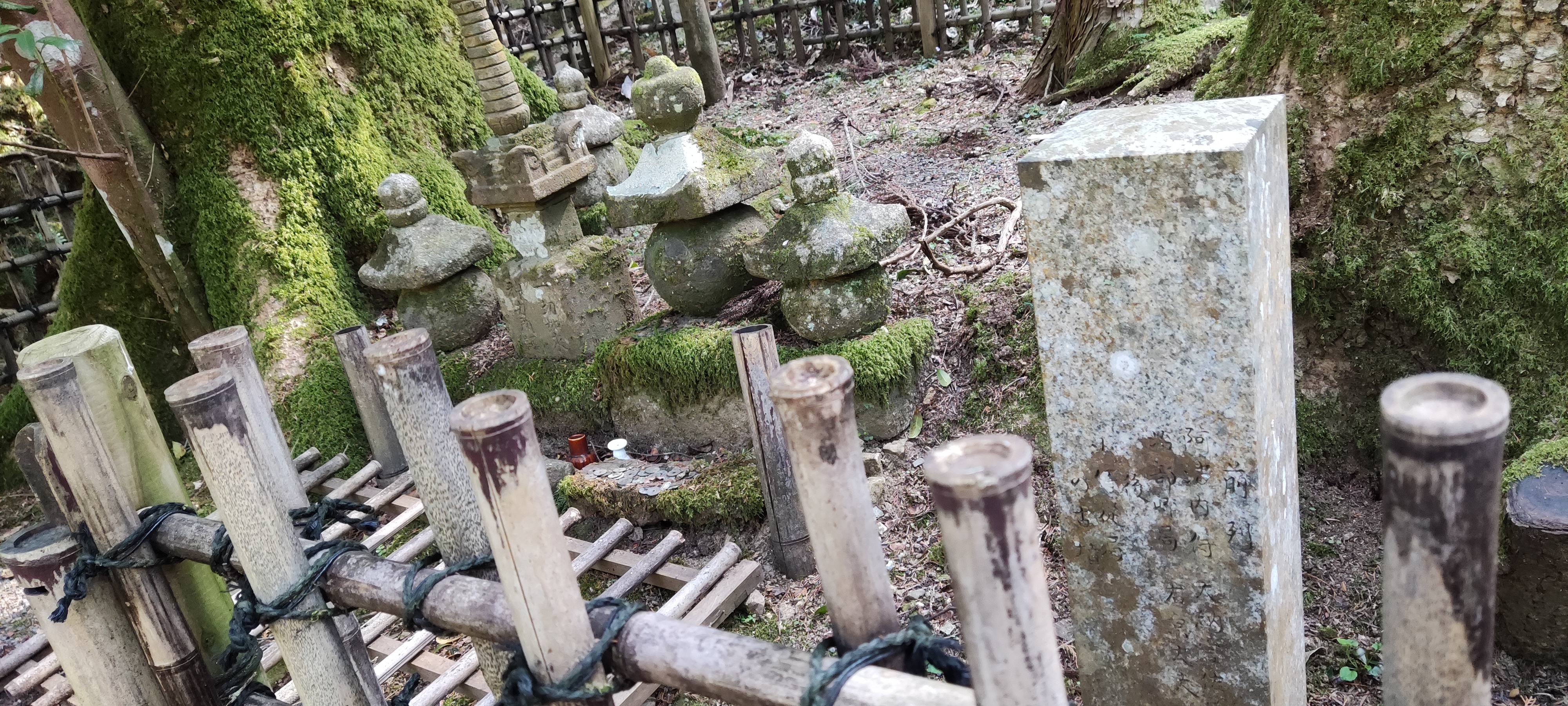
阿波内侍等供養塔群（寂光院）詳細碑文（後方から撮影、記述と逆方向）